# Mitrasacme albomarginata
Mitrasacme albomarginata är en tvåhjärtbladig växtart som beskrevs av Leenh.. Mitrasacme albomarginata ingår i släktet Mitrasacme och familjen Loganiaceae. Inga underarter finns listade i Catalogue of Life.